# إسفنج الحمام
إسفنج الحَمَّام (الاسم العلمي: Spongia officinalis) نوع من الإسفنج من فصيلة Spongiidae، وجد البحر الأبيض المتوسط، هذا النوع ليس فيه ذكر وأنثى، فكل فرد لديه بيوض وحيوانات منوية.